# Ljuta (folyó, Konavle)
A Ljuta (más néven Jaz) egy búvópatak Horvátországban, Konavle területén.

## Leírása
A Ljuta a 841 méteres Topolja lábánál ered, majd északnyugat-délkeleti irányban végigfolyik a Konavle-mezőn és Radovčići falutól 1,2 km-re északra, Lugošnál tűnik el egy víznyelőben. Teljes hosszúsága 5,5 km.

## Története
A Raguzai Köztársaság idejében 1427-ben Konavléban négy malom működött a Ljuta folyón. A kereskedelmi hajóin szolgáló nagyszámú tengerész utánpótlása, valamint a népességnövekedés okozta igények miatt a köztársaság már a 16. század elejére csaknem megháromszorozta a gabonamalmok számát. A malmok állami tulajdonában voltak, és bizonyos feltételek mellett voltak bérbe adva. A Raguzai Köztársaság bukása után magántulajdonba kerültek. A 19. század második felében vízzel működő olajprésmalmok épültek. A kallómalmok száma is növekedett. Száz évvel később, még a technológiai elavulás előtt, az alapanyagok hiánya miatt a malmok egymás után leálltak.

## Fordítás
Ez a szócikk részben vagy egészben  a   Ljuta (rijeka u Konavlima) című horvát Wikipédia-szócikk ezen változatának fordításán alapul.  Az eredeti cikk szerkesztőit annak laptörténete sorolja fel. Ez a jelzés csupán a megfogalmazás eredetét és a szerzői jogokat jelzi, nem szolgál a cikkben szereplő információk forrásmegjelöléseként.